# Genesis Antwi
Genesis Antwi, född 11 maj 2007 i Stockholm, är en svensk fotbollsspelare, som spelar som försvarare i Chelsea, och som har representerat det svenska landslaget på olika ungdomsnivåer.

## Biografi
Genesis Antwi föddes i Stockholm som son till föräldrar som invandrat från Ghana. Han spelade knattefotboll med Hammarby innan han som sjuårng flyttade till England. Sedan 12-årsåldern har spelat i Chelsea, och har representerat laget på olika ungdomsnivåer. Han har även representerat det svenska landslaget på olika ungdomsnivåer. I mars 2025 gjorde han sin debut i Chelseas A-lag.

## Klubbkarriär
Som ungdomsspelare gick Antwi med i ungdomsakademin hos svenska Hammarby. Vid elva års ålder gick han med i ungdomsakademin hos engelska Premier League-laget Chelsea och blev uppflyttad till klubbens seniorlag 2025. Den 13 mars 2025 debuterade han för dem under en 1–0-seger hemma över Köpenhamn i UEFA Conference League.

## Landslagskarriär
Antwi har representerat England på U16-nivå innan han bytte till Sverige från U16 till U19-nivå. Han kan även representera Ghana genom sina ghananska föräldrar.